# Vall Janković
Vall Janković (* 29. März 2004) ist ein slowenischer Fußballspieler auf der Position eines Abwehrspielers. In der Saison 2022/23 debütierte er in der Profimannschaft des NK Olimpija Ljubljana mit Spielbetrieb in der höchsten slowenischen Fußballliga, kommt aber auch noch regelmäßig im vereinseigenen Nachwuchs zum Einsatz.

## Vereinskarriere
Vall Janković wurde am 29. März 2004 geboren und begann seine Vereinskarriere als Fußballspieler kurz nach seinem siebenten Geburtstag, nachdem er im Frühling 2011 in der Nachwuchsabteilung des Amateurklubs NK Brinje Grosuplje aufgenommen worden war. Anderen Berichten zufolge spielte er bereits als Fünfjähriger für den Klub. Dort durchlief er sämtliche Spielklassen und spielte etwa ab der Saison 2017/18 in der U-15-Mannschaft des Klubs, für die er in dieser Spielzeit auf neun Meisterschaftseinsätze und ein -tor in der Weststaffel der U-15-Liga brachte. Spätestens ab 2018/19 war er ein Stammspieler dieser Mannschaft, in der er es nach 25 Ligaspielen und sieben -treffern zum Meistertitel brachte. Danach kam auch noch in beiden Partien des Aufstiegs-Play-offs gegen den gleichaltrigen Nachwuchs des NK Celje zum Einsatz, blieb jedoch mit der Mannschaft, nach einer 1:2-Niederlage im Hinspiel und einem 2:1-Sieg im Rückspiel, in der gleichen U-15-Liga, in der er jedoch in der darauffolgenden Saison keine Berücksichtigung mehr fand, nachdem er in die nächsthöhere Altersklasse hochgeholt worden war. Aufgrund des eingeschränkten Spielbetriebs aufgrund der COVID-19-Pandemie fand Janković in der Folgezeit kaum zu Einsätzen, war allerdings bereits 2019/20 im Kader U-17-Auswahl mit Spielbetrieb in der 2. Slovenska Kadetska Liga – Zahod. Mit dem Team wurde er überlegen Meister und spielte in der nachfolgenden Spielzeit bereits in der 1. Slovenska Kadetska Liga, der höchsten slowenischen U-17-Liga. In der ebenfalls durch die Pandemie eingeschränkten Saison 2020/21 absolvierte Janković ebenfalls einige Ligaspiele für die besagte U-17-Mannschaft, mit der er im Endklassement im Tabellenmittelfeld rangierte und die er in der Sommerpause vor der Saison 2021/22 verließ, um sich dem Hauptstadtverein NK Olimpija Ljubljana anzuschließen.
Hier wurde er anfangs vorrangig für die U-19-Auswahl des Klubs mit Spielbetrieb in der 1. Slovenska Mladinska Liga vorgesehen und kam in dieser Saison in zehn Meisterschaftspartien zum Einsatz. Da vor dem letzten Saisonspiel zahlreiche Spieler aus unterschiedlichen Gründen ausgefallen waren, zog der damalige Trainer Robert Prosinečki mit Vall Janković und Taik Kojić zwei Spieler aus dem Nachwuchs in die Profimannschaft hoch. Beide Spieler saßen in weiterer Folge beim 2:0-Auswärtssieg über den NK Celje uneingesetzt auf der Ersatzbank der Profis. Hinter Meister NK Maribor und Vizemeister FC Koper schloss Olimpija Ljubljana die Saison 2021/22 auf dem dritten Tabellenplatz ab. Im Sommer 2022 unterschrieb der 18-Jährige seinen ersten Profivertrag mit dem Klub; sein Vertrag bei Olimpija läuft bis zum Ende der Saison 2024/25. Unter dem Prosinečki nachfolgenden Trainer Albert Riera war Janković ab Saisonbeginn 2022/23 als ein Ersatzspieler für das Profiteam vorgesehen. Einen Großteil der Saison saß der Defensivakteur uneingesetzt auf der Ersatzbank der Profis, ehe er im letzten Spiel vor der Winterpause, einem 8:0-Kantersieg auswärts gegen Tabor Sežana, ab der 76. Spielminute für den Portugiesen David Sualehe eingewechselt wurde. Kurz nach dem Start ins Frühjahr fand Janković keine Berücksichtigung mehr bei den Profis und verbrachte die restliche Zeit vorrangig im U-19-Kader, mit dem er hinter dem ND Ilirija 1911 Vizemeister wurde. Die Profis holten sich in dieser Saison nicht nur den Meistertitel, sondern gewannen auch den slowenischen Fußballpokal 2022/23, in dem der 1,82 m große Linksverteidiger beim Erstrundenspiel gegen den NK Ljutomer ebenfalls zum Zug kam.

## Erfolge
- Meister der Slovenska Nogometna Liga: 2022/23
- Sieger des slowenischen Fußballpokals: 2022/23